# تی‌یوآی ایرویز
تی‌یوآی ایرویز (انگلیسی: TUI Airways) شرکت هواپیمایی بریتانیایی است، که در سال ۲۰۰۸ تأسیس شد.